# Caraipa psilocarpa
Caraipa psilocarpa är en tvåhjärtbladig växtart som beskrevs av K. Kubitzki. Caraipa psilocarpa ingår i släktet Caraipa och familjen Calophyllaceae. Inga underarter finns listade i Catalogue of Life.